# Herbert Walther (Schriftsteller)
Herbert Walther (* 23. April 1922 in Oberlahnstein; † 25. Februar 2003 in Lahnstein) war ein deutscher SS-Offizier und Sachbuchautor.

## Leben
Walther wurde im April 1922 in Oberlahnstein geboren. Er trat zum 1. März 1939 der SS bei (SS-Nummer 423.787) und kämpfte mit der 12. SS-Panzer-Division an verschiedenen Fronten. Zum 21. Juni 1942 wurde er zum SS-Untersturmführer befördert. Während der Schlacht nach der Landung in der Normandie geriet er 1944 in amerikanische Kriegsgefangenschaft, aus der er 1947 entlassen wurde.
1965 begann er, für das Bundesarchiv in Koblenz zu arbeiten und war am Aufbau des Bildarchivs beteiligt. Diese Stellung nutzte er zur Kompilation und Veröffentlichung einer Reihe von Bildbänden. Der Historiker des Holocaust, Charles W. Sydnor, nannte Walther 1974 als den Spezialisten des Bundesarchivs für Fotografien aus der Zeit des Nationalsozialismus und bescheinigte ihm ein „enzyklopädisches Wissen über den Bestand des Archivs und die erstaunliche Fähigkeit, Kontext und Ort fast jedes Fotos der Zeit von 1923 bis 1944 ohne Hilfsmittel zu benennen“.

## Schriften
In deutscher Sprache
- Herbert Walther: Die Waffen-SS. Ahnert-Verlag Echzell-Bisses 1971, Neuauflage Verlag Podzun-Pallas, Friedberg 1997, ISBN 3-7909-0260-8.
- Herbert Walther: Die 1. SS-Panzer-Division Leibstandarte Adolf Hitler. Verlag Podzun-Pallas, Friedberg 1997, Neuauflage Edition Dörfler im Nebel-Verlag 2001, ISBN 3-89555-045-0.
- Herbert Walther: Die 12. SS-Panzer-Division Hitlerjugend. Verlag Podzun-Pallas, Friedberg 1997, Neuauflage Edition Dörfler im Nebel-Verlag 2001, ISBN 3-89555-046-9.

In englischer Sprache
- Herbert Walther: Hitler. Verlag CT Bison Books, London/United Kingdom 1978.
- Herbert Walther: The Fuhrer, The Life and Times of Adolf Hitler. Verlag CT Bison Books, London/United Kingdom 1979.
- Herbert Walther: The Waffen-SS, A Pictorial Documentation. Verlag Schiffer Publishing, West Chester/United Kingdom 1990, ISBN 0-88740-204-6.
- Herbert Walther: The 1st SS Armored Division, A Documentation in Words and Pictures. Verlag Schiffer Publishing, West Chester/United Kingdom 1989, ISBN 0-88740-165-1.
- Herbert Walther: The 12th SS Armored Division. Verlag Schiffer Publishing, West Chester/United Kingdom 1989, ISBN 0-88740-166-X.